# Comandament del Nord (Israel)
El Comandament del Nord (en hebreu: פיקוד צפון, Pikud Tzafon), és un comandament regional de les Forces de Defensa d'Israel que és responsable de la frontera nord (Síria i el Líban). Actualment el seu comandant es Aviv Kochavi.

## Història
Durant les guerres de les dècada de 1960 i '70, el Comandament Nord estava a càrrec de les campanyes dirigides contra Síria (Els Alts del Golán) i la frontera libanesa.
Durant els anys 1970 i '80, sobretot davant els atacs de l'OAP contra el Sud del Líban, després dels esdeveniments del Setembre Negre. Des de la Guerra del Líban de 1982, el Comandament del Nord va enfrontar-se els atacs de Hesbol·là, un grup xiita libanès fundat el 1982 per combatre l'ocupació israeliana del sud del Líban.
En l'any 2000, el Comandament del Nord va completar la seva retirada de la zona de seguretat del sud del Líban i va ser enviat al llarg de la frontera establerta per l'ONU. Malgrat la retirada del sud del Líban per part d'Israel, que havia estat rebuda amb l'aprovació per les Nacions Unides, Hesbol·là va continuar amb els seus atacs, principalment en la zona de la muntanya d'Hermon, una regió siriana ocupada per Israel, que Hesbol·là reclama com a part del territori libanès i la zona de les granges de Sheba.

## Unitats

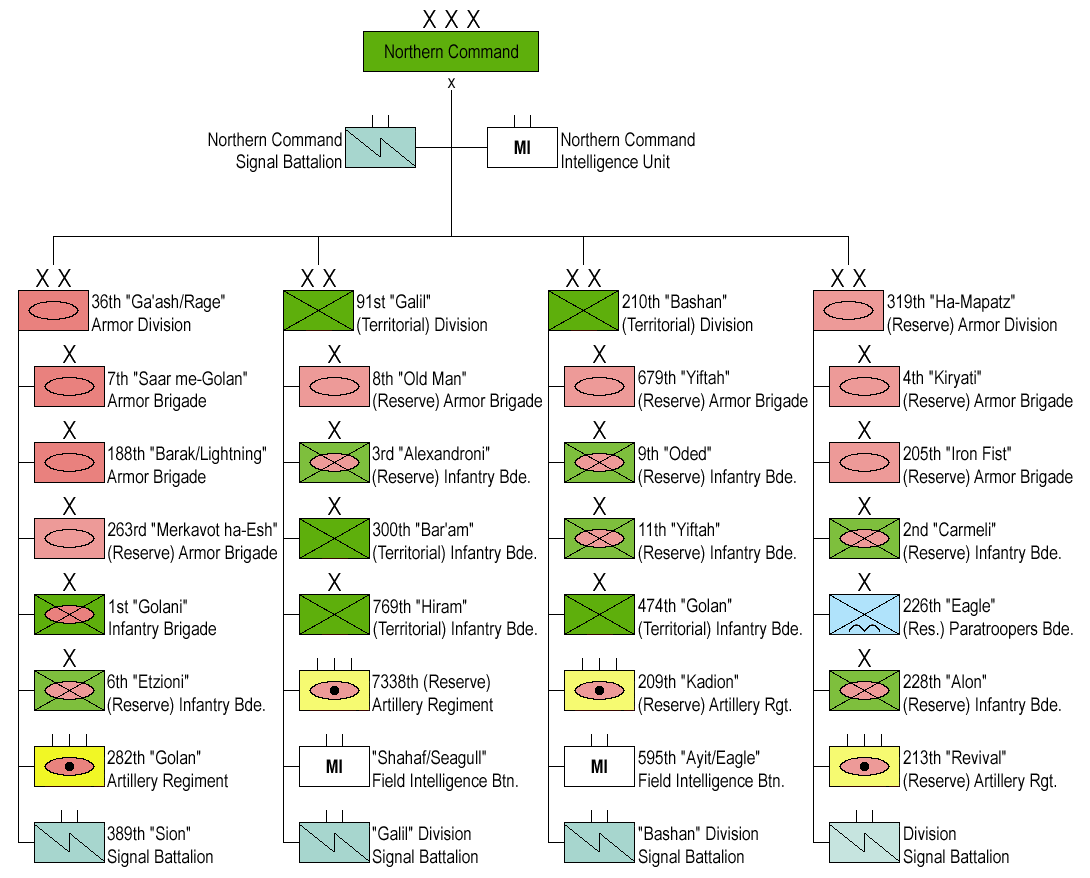
Estructura del Comandament Nord

El Comandament Nord, té sota la seva jurisdicció a totes les unitats regionals des de la Muntanya Hermon en els Alts del Golán ocupats per Israel, fins a Netanya, amb una significativa presència a Galilea i en els Alts del Golán. El Comandament del Nord va tenir com a comandant a Udi Adam, però ell va anunciar que volia abandonar l'exèrcit quan el darrer soldat israelià hagués deixat el Líban.
El 8 d'agost de 2006, el Cap Adjunt de l'Estat Major de les FDI, Moshé Kaplinsky va ser nomenat com a "representant de l'Estat Major General del Comandament Nord", en resposta a les crítiques que el govern va patir sobre el rendiment d'aquesta unitat durant el darrer conflicte en el Líban. Kaplinsky va esdevenir el Comandant del Comandament del Nord, amb la missió de vigilar a totes les forces de l'Exèrcit, l'Armada i la Força Aèria que estaven en la frontera del sud del Líban. Adam va ser reemplaçat posteriorment per Gadi Eisencott.

### Organització
- Caserna General del Comandament Nord
- 36.ª Divisió Cuirassada "Gaash"/"Ràbia" (Regular)
- 7.ª Brigada Blindada "Saar em-Golan"/"Tempesta del Golán"
- 188.ª Brigada Blindada "Barak"/"Llampec"
- 1.ª Brigada d'Infanteria "Golani"
- Brigada Harel Hativat Harel
- Unitat de Reconeixement "Egoz"
- Divisió Territorial "Galil"/"Galilea"
- Tres Divisions Cuirassades en reserva, inclou la 319.ª Divisió Cuirassada "ha-Mapatz"
- Tres Unitats de Suport Logístic en reserva (5001.ª "Nord del Golán", 5002.ª "Líban" & 5003.ª "Sud del Golán")
- Batalló d'Intel·ligència de Camp "Shahaf"/"Gavina"
- Batalló d'Enginyers i Construcció
- Unitat d'Alpinisme (Unitat de reserva especialitzada en combat de muntanya)